# جدار حماية (حوسبة)
في مجالات علوم الحاسوب، جدار الحماية (بالإنجليزية: Firewall)‏ (يشار إليه في بعض الأحيان بعبارة «الجدار الناري»)، هو جهاز و/أو برنامج يفصل بين المناطق الموثوق بها في شبكات الحاسوب، ويكون أداة مخصصة أو برنامج على جهاز حاسوب آخر، الذي بدوره يقوم بمراقبة العمليات التي تمر بالشبكة ويرفض أو يسمح فقط بمرور برنامج طبقاً لقواعد معينة.

## الوظيفة

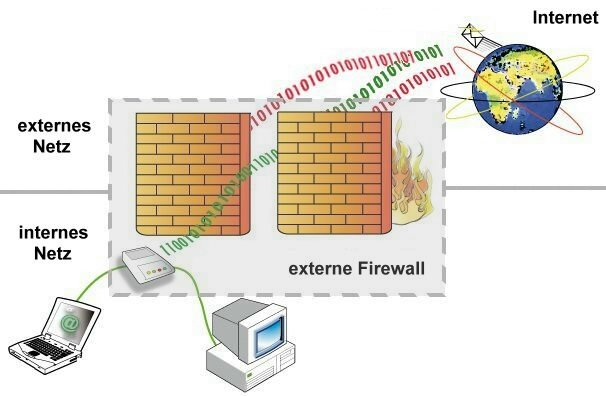
يوصل جدار الحماية بين شبكتي حواسيب. في هذا النموذج ينحصر اتصال شبكة الإنترنت (الشبكة الخارجية) WAN على الشبكة الداخلية LAN. فهي تسمح مثلا بمرور عبوة إجابات مطلوبة ولا تسمح بمرور عبوات أخرى ، فتحجبها.

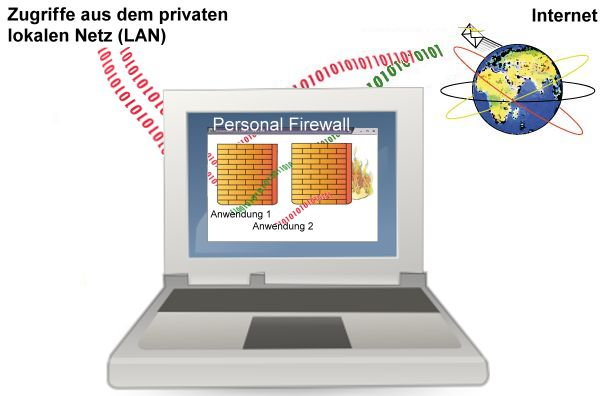
سوفتوير الحاسوب الشخصي وينحصر في حماية الحاسوب من الشبكة.

وظيفة جدار الحماية الأساسية هي تنظيم بعض تدفق حزمة الشبكة بين شبكات الحاسوب المكونة من مناطق ثقة المتعددة. ومن الأمثلة على هذا النوع الإنترنت - التي تعتبر منطقة غير موثوق بها- وأيضا شبكة داخلية ذات ثقة أعلى، ومنطقة ذات مستوى ثقة متوسطة، متمركزة بين الإنترنت والشبكة الداخلية الموثوق بها، تدعى عادة بالمنطقة منزوعة).
وظيفة جدار الحماية من داخل الشبكة هو مشابه إلى أبواب الحريق في تركيب المباني. في الحالة الأولى يستعمل في منع اختراق الشبكة الخاصة، وفي الحالة الثانية يعطل دخول الحريق من منطقة (خارجية) إلى بهو أو غرفة داخلية.
من دون الإعداد الملائم فإنه غالباً ما يصبح الجدار الناري عديم الفائدة. فممارسات الأمان المعيارية تحكم بما يسمى بمجموعة قوانين «المنع أولاً» جدار الحماية، الذي من خلاله يسمح بمرور وصلات الشبكة المسموح بها بشكل تخصيصي فحسب. ولسوء الحظ، فإن إعداد مثل هذا يستلزم فهم مفصل لتطبيقات الشبكة ونقاط النهاية اللازمة للعمل اليومي للمنظمات. العديد من أماكن العمل ينقصهم مثل هذا الفهم وبالتالي يطبقون مجموعة قوانين «السماح أولاً»، الذي من خلاله يسمح بكل البيانات بالمرور إلى الشبكة ان لم تكن محددة بالمنع مسبقاً.

## التاريخ
على الرغم من أن مصطلح "Firewall" قد اكتسب معنى جديدا في الوقت الحالي، إلا أن تاريخ المصطلح يعود إلى أكثر من قرن، حيث أن العديد من البيوت قد تم بنائها من طوب في الحائط بشكل يوقف انتقال النيران المحتملة، هذالحائط الطوبي يسمي بالـ«حائط الناري».
ظهرت تقنية الجدار الناري في أواخر الثمانينات عندما كانت الإنترنت تقنية جديدة نوعاً ما من حيث الاستخدام العالمي. الفكرة الأساسية ظهرت استجابة لعدد من الاختراقات الأمنية الرئيسية لشبكة الإنترنت التي حدثت في أواخر الثمانينات. في العام 1988 قام موظف في مركز ابحاث "Ames" التابع لناسا في كاليفورنيا بإرسال مذكرة عن طريق البريد الإلكتروني إلى زملائه قائلاً فيها «نحن الآن تحت الهجوم من فيروس من الإنترنت، لقد أصيبت جامعات بيركلي، سان دييغو، لورنس ليفير مور، ستانفورد وناسا ايمز».
دودة موريس نشرت نفسها عبر العديد من نقاط الضعف في الأجهزة في ذلك الوقت. على الرغم أنها لم تكن مؤذية في النية لكنها كانت أول هجوم من الحجم الكبير على أمن الإنترنت: المجتمع الموصول على الشبكة لم يكن يتوقع هجوما أو جاهزاً للتعامل معها.

## الجيل الأول: مرشحات العبوة (Packet Filters)
أول بحث نشر عن تقنية الجدار الناري كانت عام 1988، عندما قام مهندسون من (DEC) بتطوير نظام مرشح عرف باسم جدار النار بنظام فلترة العبوة، هذا النظام الأساسي يمثل الجيل الأول الذي سوف يصبح عالي التطور في مستقبل أنظمة أمان الإنترنت. في مختبرات AT&T قام بيل شيزويك وستيف بيلوفين بمتابعة الأبحاث على ترشيح العبوات وطوروا نسخة عاملة مخصصة لشركتهم معتمدة على التركيبة الأصلية للجيل الأول.
تعمل فلترة العبوات بالتحقق من «العبوات»(packets) التي تمثل الوحدة الأساسية المخصصة لنقل البيانات بين الحواسيب على الإنترنت. إذا كانت العبوة تطابق مجموعة شروطات مرشح العبوة، فإن النظام سيسمح بمرور العبوة أو يرفضها (يتخلص منها ويقوم بإرسال إشارة «خطأ» للمصدر).
هذا النظام من مرشحات العبوات لا يعير اهتماما إلى كون العبوة جزءاً من تيار المعلومات (لا يخزن معلومات عن حالة الاتصال). وبالمقابل فإنه يرشح هذه العبوات بناءً على المعلومات المختزنة في العبوة نفسها (في الغالب يستخدم توليفة من مصدر العبوة المكان الذاهبة إليه، النظام المتبع، ورقم المرفأ المخصص ل (TCP) (UDP) الذي يشمل معظم تواصل الإنترنت).
لأن (TCP) و (UDP) في العادة تستخدم مرافئ معروفة إلى أنواع معينة من قنوات المرور، فإن فلتر عبوة «عديم الحالة» يمكن أن تميز وتتحكم بهذه الأنواع من القنوات (مثل تصفح المواقع، الطباعة البعيدة المدى، إرسال البريد الإلكتروني، إرسال الملفات)، إلا إذا كانت الأجهزة على جانبي فلتر العبوة يستخدمان نفس المرافئ الغير اعتيادية.

## الجيل الثاني: فلتر محدد الحالة (Stateful" Filters")
هنا يقوم جدار الحماية بمراقبة حقول معينة في المظروف الإلكتروني، ويقارنها بالحقول المناظرة لها في المظاريف الأخرى التي في السياق نفسه، ونعني بالسياق هنا مجموعة المظاريف الإلكترونية المتبادلة عبر شبكة الإنترنت بين جهازين لتنفيذ عملية ما. وتجري غربلة المظاريف التي تنتمي لسياق معين إذا لم تلتزم بقواعده: لأن هذا دليل على أنها زرعت في السياق وليست جزءا منه، مما يثير الشكوك بأنها برامج مسيئة أو مظاريف أرسلها متطفل.

## الجيل الثالث: طبقات التطبيقات (Application Layer Firewall)
بعض المنشورات بقلم جين سبافورد من جامعة بوردو، بيل شيزويك من مختبرات AT&T، وماركوس رانوم شرحت جيلاً ثالثاً من الجدارن النارية عرف باسم «الجدار الناري لطبقات التطبيقات» (Application Layer Firewall)، وعرف أيضا بالجدار الناري المعتمد على الخادم النيابي (Proxy server). وعمل ماركوس رانوم قاد ابتكار أول نسخة تجارية من المنتج. قامت "DEC" بإطلاق المنتج تحت اسم "SEAL".
أول مبيع للمنتج من"DEC" كان في 13 أغسطس 1991 إلى شركة كيميائية متمركزة على الساحل الشرقي من الولايات المتحدة.
الفائدة الرئيسية من الجدار الناري لطبقات التطبيقات أنه يمكن أن «يفهم» بعض التطبيقات والأنظمة (مثل نظام نقل الملفات "DNS" تصفح المواقع)، ويمكنه أن يكتشف إذا ما كان هنالك نظام غير مرغوب فيه يتم تسريبه عبر مرافئ غير اعتيادية أو إذا كان هنالك نظام يتم إساءة استخدامه بطريقة مؤذية ومعروفة.

## تطويرات لاحقة
في العام 1992 لبوب برادين وانييت ديشون في جامعة جنوب كاليفورنيا كانوا يقومو بعمل تحسينات على مبدأ الجدار الناري. وكان اسم المنتج "Visas" الذي كان النظام الأول الذي له واجهة إدخال مرئية مع ألوان وأيقونات، الأمر الذي سهل عملية تطبيقه والوصول له على حاسوب مشغل بأنظمة تشيغيل مثل MICROSOFT WINDOWS، APPLE MACOS. وفي العام 1994 قامت شركة إسرائيلية اسمها تشك بوينت ببناء مثل هذا النظام داخل برنامج متوفر بشكل كبير اسمه"FireWall-1".
وظيفة: التحقق العميق للعبوة الحالية للجدران الحديثة يمكن مشاركتها مع أنظمة منع الاختراق (IPS).
مجموعة الصندوق الأوسط للاتصالات من قوة مهام هندسة النترنت (IETF) تعمل حالياً على تحديد الأنظمة الاعتيادية لتنظيم الجدران النارية والصناديق الأوسطية الأخرى.

## الأنواع
هنالك العديد من فئات الجدران النارية بناءً على مكان عمل الاتصال، ومكان تشفير الاتصال والحالة التي يتم تتبعها.
1 طبقات الشبكة ومفلترات العبوات (Network Layer and Packet Filters)
الجدار الناري ذو طبقات الشبكة الذي يسمى أيضا مفلترات العبوة، تعمل على رصة أنظمة TCP\IP منخفضة المستوى، ولا تسمح للعبوات بالمرور عبر الجدار الناري دون أن تطابق مجموعة القوانين المحددة. يمكن للمسؤول عن الجدار الناري أن يحدد الأوامر، وإن لم يتم هذا تطبق الأوامر الطبيعية. المصطلح فلتر العبوة نشأ في نطاق أنظمة تشغيل "BSD".
الجدار الناري ذو طبقات الشبكة عادة ينقسم إلى قسمين فرعيين اثنين، ذو الحالة وعديم الحالة. تتحفظ الجدران النارية ذات الحالة بنطاق يتعلق بالجلسات المفتوحة حالياً، ويستخدم معلومات الحالة لتسريع معالجة العبوة. أي اتصال شبكي يمكن تحديده بعدة امور، تشتمل على عنوان المصدر والوجهة، مرافئ UDP" " و"TCP"، والمرحلة الحالية من عمر الاتصال (يشمل ابتداء الجلسة، المصافحة، نفل البيانات، وإنهاء الاتصال). إذا كانت العبوة لا تطابق الاتصال الحالي، فسوف يتم تقدير ماهيتها طبقاً لمجموعة الأوامر للاتصال الجديد، وإذا كانت العبوة تطابق الاتصال الحالي بناءً على مقارنة عن طريق جدول الحالات للحائط الناري، فسوف يسمح لها بالمرور دون معالحة أخرى.
الجدار الناري العديم الحالة يحتوي على قدرات فلترة العبوات، ولكن لا يستطيع اتخاذ قرارات معقدة تعتمد على المرحلة التي وصل لها الاتصال بين المضيفين.
الجدران النارية الحديثة يمكنها ان تفلترالقنوات معتمدة على كثير من الجوانب للعبوة، مثل عنوان المصدر، مرفأ المصدر، عنوان الوجهة أو مرفأها، نوع خدمة الوجهة مثل"WWW" و"FTP"، ويمكن أن يفلتر اعتماداً على أنظمة وقيم"TTL"، صندوق الشبكة للمصدر، اسم النطاق للمصدر، والعديد من الجوانب الأخرى.
فلاتر العبوات لنسخ متعددة من "UNIX" هي، "IPF" (لعدة)، IPFW" " (FREEBSD /MAC OS X)، "PF" (OPEN BSD AND ALL OTHER BSD)، IPTABELSIPCHAINS (LINUX).
2 طبقات التطبيقات (Application Layer)
تعمل الجدران النارية لطبقات التطبيقات على مستوى التطبيق لرصة"TCP\IP" (مثل جميع أزمة المتصفح، أو جميع أزمة "TELNET" و"FTP"، ويمكن أن يعترض جميع العبوات المنتقلة من وإلى التطبيق). ويمكن أن يحجب العبوات الأخرى دون إعلام المرسل عادة. في المبدأ يمكن لجدران التطبيقات النارية منع أي اتصال خارجي غير مرغوب فيه من الوصول إلى الأجهزة المحمية.
عند تحري العبوات جميعها لإيجاد محتوى غير ملائم، يمكن للجدار الناري أن يمنع الديدان (worms) والأحصنة الطروادية (Trojan horses) من الانتشار عبر الشبكة. ولكن عبر التجربة تبين أن هذا الأمر يصبح معقدا جداً ومن الصعب تحقيقه (مع الأخذ بعين الاعتبار التنوع في التطبيقات وفي المضمون المرتبط بالعبوات) وهذا الجدار الناري الشامل لا يحاول الوصول إلى مثل هذه المقاربة.
الحائط الناريXML يمثل نوعاً أكثر حداثة من جدار طبقات التطبيقات الناري.
3 الخادمين النيابيين (Proxy Servers)
الخادم النيابي (سواء أكان يعمل على معدات مخصصة أو برامج الأجهزة المتعددة الوظائف) قد يعمل مثل كجدار ناري بالاستجابة إلى العبوات الداخلة (طلبات الاتصال على سبيل المثال) بطريقة تشبه التطبيق مع المحافظة على حجب العبوات الأخرى.
يجعل الخادم النيابي العبث بالأنظمة الداخلية من شبكة خارجية أصعب ويجعل إساءة استخدام الشبكة الداخلية لا يعني بالضرورة اختراق أمني متاح من خارج الجدار الناري (طالما بقي تطبيق الخادم النيابي سليماً ومعداً بشكل ملائم). بالمقابل فإن المتسللين قد يختطفون نظاماً متاحاً للعامة ويستخدمونه كخادم نيابي لغاياتهم الشخصية، عند اإن يتنكر الخادم النيابي بكونه ذلك النظام بالنسبة إلى الأجهزة الداخلية. ومع أن استخدام مساحات للمواقع الدخلية يعزز الأمن، إلا أن المشقين قد يستخدمون أساليب مثل "IP Spoofing" لمحاولة تمرير عبوات إلى الشبكة المستهدفة.
4 ترجمة عنوان الشبكة (Network Address Translation)
عادة ما تحتوي الجدران النارية على وظيفة ترجمة عنوان الشبكة (NAT)، ويكون المضيفين محميين خلف جدار ناري يحتوي على مواقع ذو نطاق خاصة، كما عرّفت في"RFC 1918". تكون الجدران النارية متضمنة على هذه الميزة لتحمي الموقع الفعلي للمضيف المحمي. وبالأصل تم تطوير خاصية "NAT" لتخاطب مشكلة كمية "IPv4" المحدودة والتي يمكن استخدامها وتعيينها للشركات أو الأفراد وبالإضافة إلى تخفيض العدد وبالتالي كلفة إيجاد مواقع عامة كافية لكل جهاز في المنظمة. وأصبح إخفاء مواقع الإجهزة المحمية أمراً متزايد الأهمية للدفاع ضد استطلاع الشبكات.